# Rischenau
Rischenau is een dorp, maar in de middeleeuwen een stad, in de Duitse gemeente Lügde, deelstaat Noordrijn-Westfalen, en telt 1.016 inwoners (2020).

## Geografie
Direct ten zuiden van Rischenau ligt het gehucht Biesterfeld, waarnaar de tak van het adellijke Huis Lippe, Lippe-Biesterfeld, is genoemd. De voorvaderen van de Nederlandse prins Bernhard van Lippe-Biesterfeld komen hier dus vandaan.

## Infrastructuur
Rischenau ligt op een kruispunt van belangrijke wegen. Hiervandaan noordwaarts loopt de 11 km lange binnenweg via Elbrinxen naar Lügde; oostwaarts een 9 km lange weg via Falkenhagen naar Polle (vanwaar men over de Bundesstraße 83 linksaf naar Bodenwerder en rechtsaf naar Holzminden kan rijden); zuidwaarts de Bundesstraße 239 langs Niese en de zijweg naar Köterberg, 16 km naar Höxter; en westwaarts over de B 239 naar Schwalenberg en Schieder.
In Rischenau is een overstaphalte van verscheidene interlokale buslijnen, o.a. naar Polle in het oosten en vandaar naar Holzminden, naar Höxter in het zuiden en naar Schieder en Schwalenberg in het westen.

## Geschiedenis
Rischenau werd in 1269 als Ryschenawe voor het eerst in een document vermeld. De graven van Schwalenberg stichtten het plaatsje, lieten er een kasteel bouwen en verleenden Rischenau in 1280 zelfs stadsrechten. Stad en burcht bestonden ruim een eeuw, totdat beide in 1407 in de Eversteiner Fehde en nogmaals in 1447 bij de Soester Fehde door oorlogsgeweld werden verwoest.
Het dorp Rischenau, dat op een kruising van wegen ligt, was in de 18e en 19e eeuw een belangrijke halte van meerdere postkoetsdiensten. Van 1847 tot 1980 werd er een regionaal belangrijke jaarlijkse veemarkt gehouden.
Joost Herman van Lippe-Biesterfeld, graaf van Lippe, Schwalenberg en Sternberg, erfde het gebied in 1665 van zijn moeder, de weduwe van graaf Simon VII van Lippe-Detmold, werd de eerste Graaf zu Lippe-Biesterfeld, en liet kort daarna het adellijke kasteel Biesterfeld bouwen. De laatste graaf die op 20 januari 1706 in Biesterfeld geboren werd, Frederik Karel August, met de Duitse titels: Graf und Edler Herr zur Lippe-Biesterfeld, Sternberg und Schwalenberg, liet er rond 1740 een brouwerij stichten, maar verliet het kasteel in 1776 en verhuisde naar Oberkassel. Schloss Biesterfeld raakte daarna in verval. In 1820 werd dit kasteel afgebroken, op de watermolen, de brouwerij (sedert de Tweede Wereldoorlog een boerenschuur) en twee schuren na. Op het landgoed van het vroegere kasteel werd bij toeval een boom ontdekt, waar smakelijke appels aan bleken te groeien. Vanaf 1904 wordt deze appelsoort in Duitsland gekweekt en verkocht als Biesterfelder Renet.

## Bezienswaardigheden
De watermolen van Biesterfeld, de Paradiesmühle, was anno 2019 als restaurant in gebruik, nadien als afhaalrestaurant. Enkele vertrekken van het gebouw waren als molenmuseum ingericht. Eén en ander is in december 2021 definitief gesloten. De molen is sindsdien een particulier woonhuis.
Ten noordwesten van Rischenau ligt het fraaie Schwalenberger Wald, onderdeel van het Wezerbergland, waar uitgebreide mogelijkheden zijn voor wandel-, fiets- en mountainbiketochten.

## Afbeeldingen

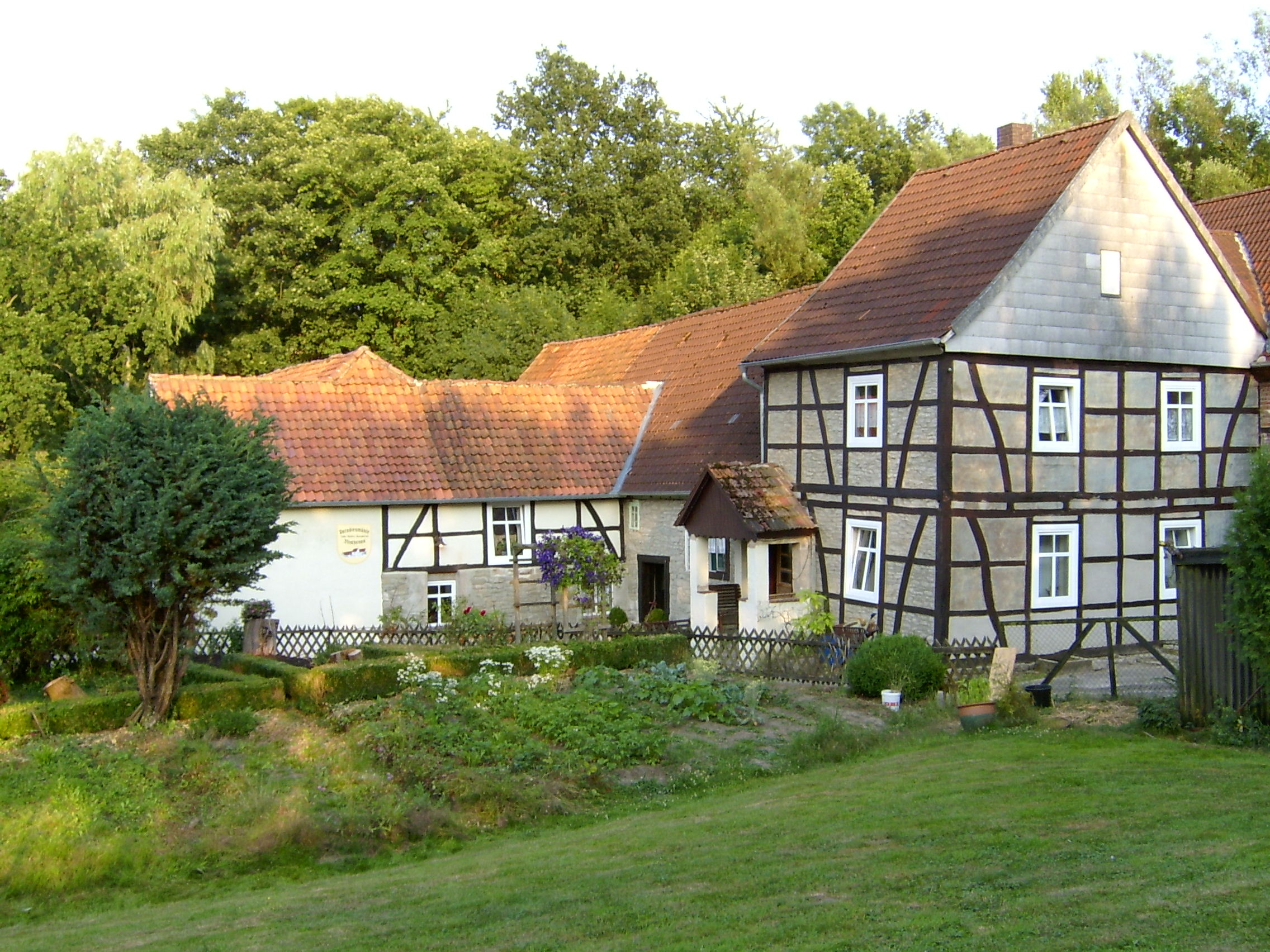
Paradiesmühle, Rischenau
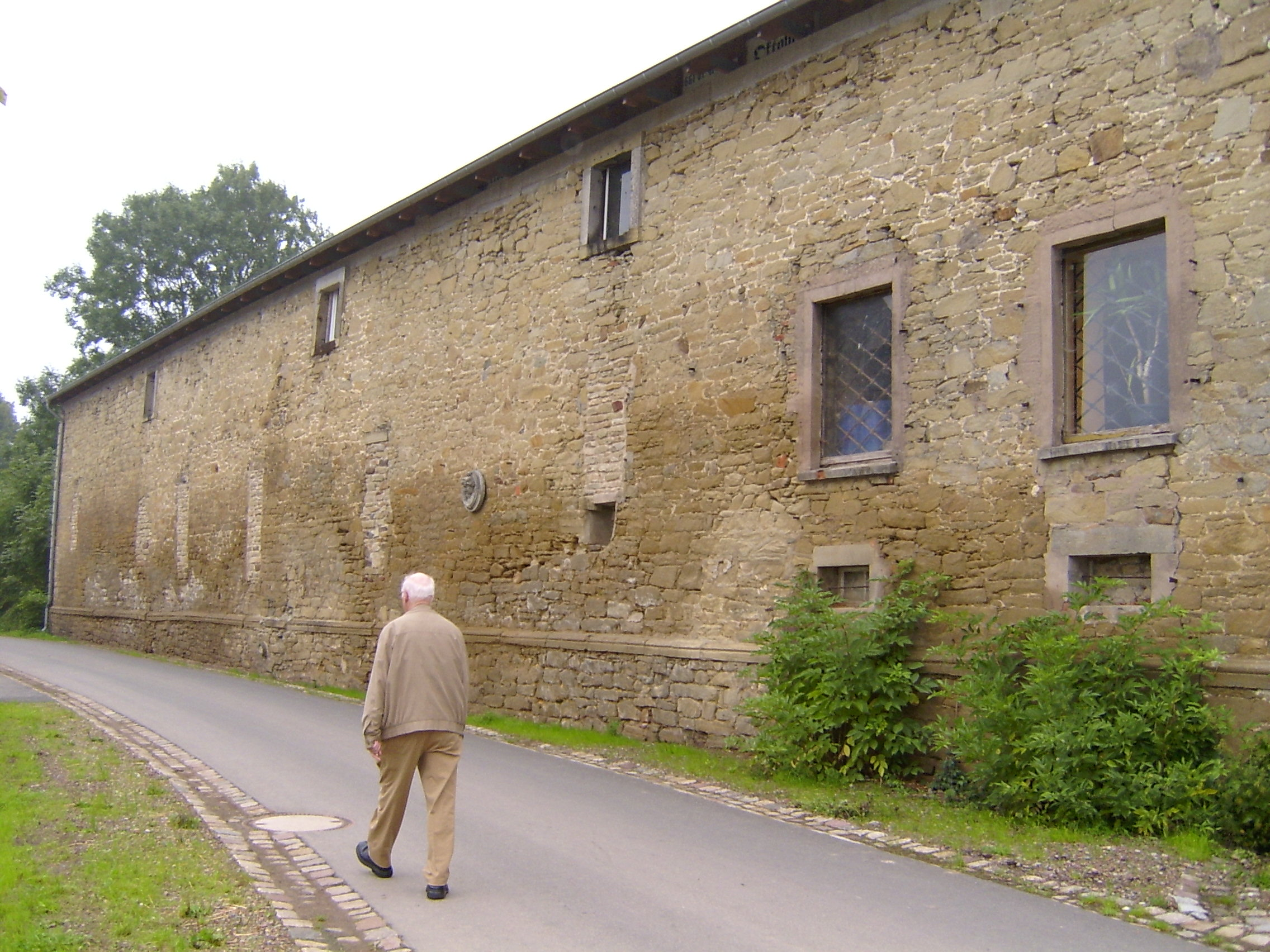
Voormalige brouwerij van Biesterfeld
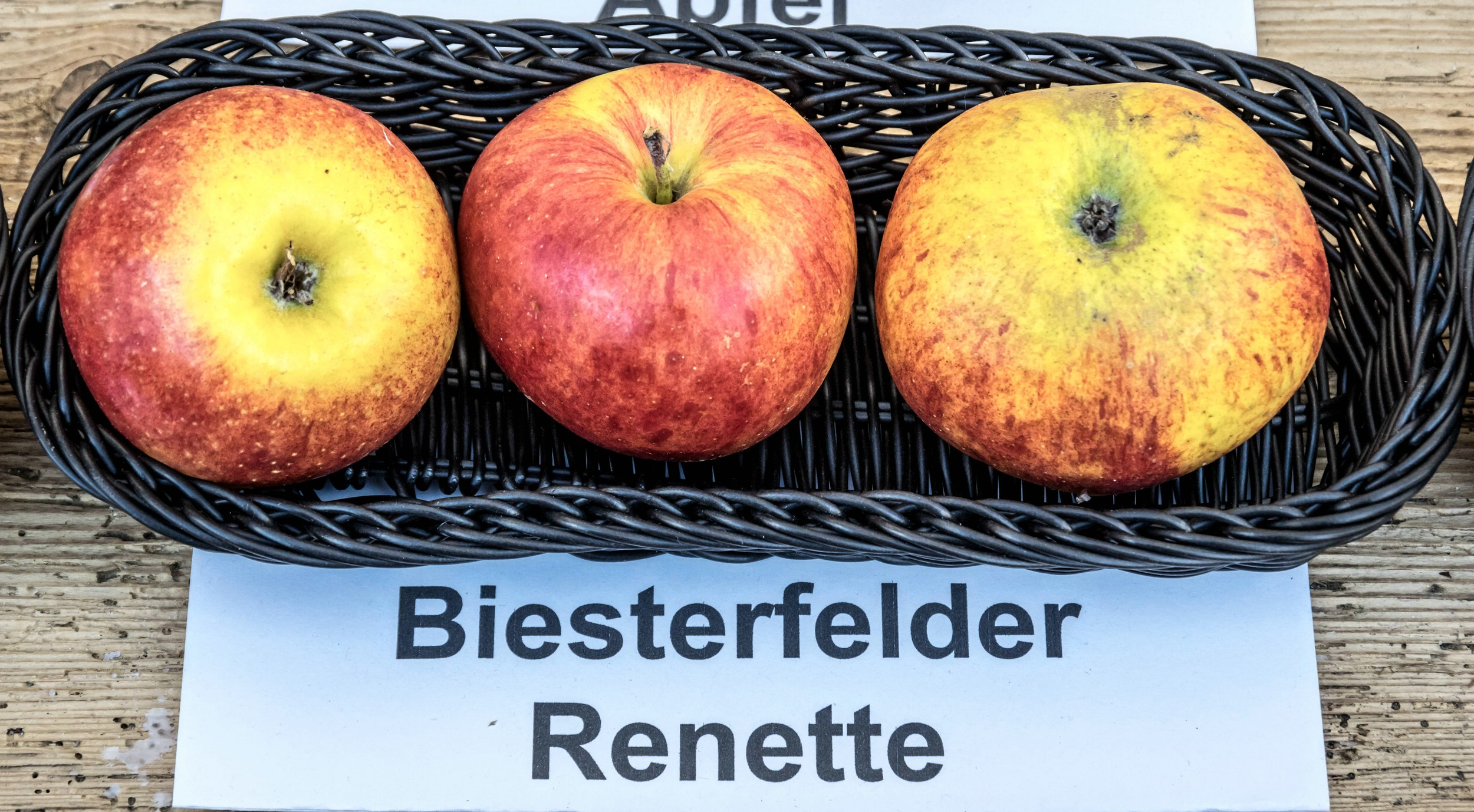
Biesterfelder Renet